# Massaker von Lawrence
Das Massaker von Lawrence (auch: „Quantrill’s Raid“) fand während des Amerikanischen Bürgerkrieges am 21. August 1863 statt und war ein Angriff von konföderierten Guerillakämpfern unter William Clark Quantrill auf die Stadt Lawrence in Kansas.

## Vorgeschichte
Ende der 1850er Jahre, als das Territorium Kansas vor der Aufnahme in die Vereinigten Staaten von Amerika stand, entbrannte in dem Staat ein heftiger Konflikt um die Frage, ob Kansas mit Sklavenhaltung oder ohne in die Union aufgenommen werden sollte. Der US-Kongress hatte beschlossen, dass die Bevölkerung in den Territorien Kansas und Nebraska selbst über die Sklavenfrage entscheiden sollte (siehe Kansas-Nebraska Act), woraufhin zahlreiche radikale Gegner und Anhänger der Sklaverei nach Kansas strömten, um die Abstimmung zu ihren Gunsten zu beeinflussen.
Infolge der Auseinandersetzungen kam es bald zu bewaffneten Unruhen, und die Armee musste für Ordnung sorgen (siehe Bleeding Kansas).
Als dann 1861 der Amerikanische Bürgerkrieg ausbrach, waren Kansas und das benachbarte Missouri wieder gespaltene Territorien. Konföderierte und Unionstruppen lieferten sich einen lang anhaltenden, blutigen Guerillakrieg, in dem auf beiden Seiten zahlreiche Banden von Gesetzlosen unter dem Vorwand militärischer Aktionen ihre Verbrechen begingen.
Einer der berüchtigtsten konföderierten Partisanen war dabei William Clark Quantrill. Um ihm die Unterstützung zu entziehen, verhaftete General Thomas Ewing, Jr. alle Personen, von denen er annahm, dass sie Quantrill halfen (vor allem Verwandte von Partisanen), und schickte sie, vor allem Frauen und Kinder, in improvisierte Gefängnisse nach Kansas City. Eines der Gebäude stürzte ein, wobei fünf Frauen starben. Quantrill und seine Partisanen unterstellten möglicherweise einen absichtlichen Mord an ihren Familien, in jedem Fall machten sie die Union für den Tod verantwortlich und schworen Rache. Außerdem wurde zeitnah der Ort Osceola, Missouri von Guerillas der Jayhawkers unter Führung von James Henry Lane überfallen, die ihrerseits den Ort niederbrannten und eine Anzahl Einwohner töteten. Der Überfall auf Lawrence ist daher nach Ansicht vieler Historiker auch als Vergeltungsmaßnahme zu deuten.

## Der Angriff auf Lawrence
Der Überfall begann, als Quantrill am frühen Morgen des 21. Augusts 1863 von Mount Oread kommend die Stadt Lawrence mit mehreren Hundert Mann attackierte. Eines der wesentlichen Ziele des Angriffs war die Ergreifung (oder Tötung) von Senator James Henry Lane. Doch dieser entkam, weil er, vom Angriff überrascht, im Nachthemd in ein Maisfeld flüchten konnte. Etwa 200 Männer und Jungen wurden, vielfach vor den Augen ihrer Familienangehörigen, getötet. Als gegen neun Uhr morgens Quantrill und seine Gefolgsleute den Schauplatz des Massakers verließen, standen die meisten Gebäude der Stadt in Flammen. Außerdem plünderten und raubten sie alles, dessen sie habhaft werden konnten. Auch die örtliche Bank wurde ausgeraubt und beinahe alle Gewerbe und Geschäfte verwüstet. Der Überfall auf Lawrence blieb im Norden als eine der schlimmsten Gewalttaten des Krieges in Erinnerung.
Am 25. August, also vier Tage nach dem Überfall auf die Stadt, gab General Ewing seine General Order No. 11 heraus, in der er die Zwangsevakuierung von vier Countys in Missouri entlang der Grenze zu Kansas anordnete. Von dieser gewaltsamen Vertreibung Zehntausender Zivilisten binnen zwei Wochen wurden in diesen Gebieten nur einzelne Orte ausgenommen. Unionstruppen folgten den Vertriebenen auf dem Fuße und brannten Gebäude und Infrastruktur nieder, vernichteten die bestellten Felder und töteten alles Vieh, dessen sie habhaft wurden, um den Guerilla-Kämpfern die Versorgung mit Lebensmitteln zu erschweren. Die auf diese Weise verwüsteten Landstriche wurden in der Folge als der „Burnt District“ bekannt.
Quantrill und seine Männer gingen bald darauf nach Texas, wo sie mit anderen konföderierten Truppen den Winter verbrachten. Ob dies als Folge unmittelbar dieser Kampagne geschah, ist unklar.

## Rezeption
Filmisch umgesetzt wurde das Massaker von Lawrence 1999 im US-amerikanischen Film Wer mit dem Teufel reitet (Originaltitel: Ride with the Devil) von Regisseur Ang Lee.
Raoul Walsh nutzte das Massaker von Lawrence als Hintergrund für seinen 1940 entstandenen Western Schwarzes Kommando (Dark Command) mit John Wayne.
Das Massaker war auch im 1950 in die Kinos gekommenen Streifen Reiter ohne Gnade, in welchem Jesse James (gespielt von Weltkriegsveteran Audie Murphy) die Hauptfigur ist, Hintergrund der Handlung.